# Carleton Glacier
Carleton Glacier är en glaciär i Antarktis. Den ligger i Östantarktis. Nya Zeeland gör anspråk på området. Carleton Glacier ligger 2 154 meter över havet.
Terrängen runt Carleton Glacier är kuperad åt nordväst, men åt sydost är den bergig. Trakten är obefolkad. Det finns inga samhällen i närheten.